# ヤーガン族

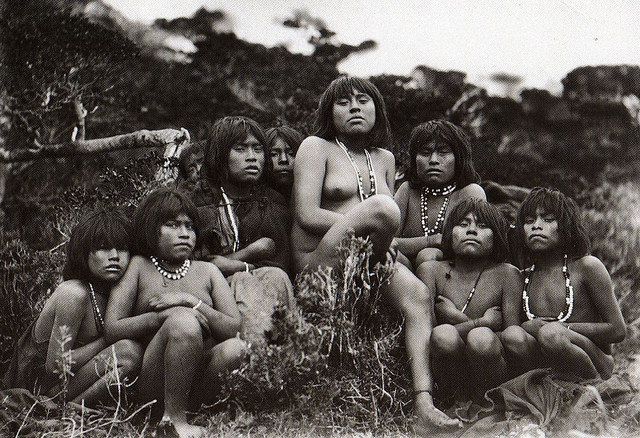
ヤーガン族の人々

ヤーガン族（ヤーガンぞく、英:Yaghan、Yagán、Yahgan、またはヤマナ族（ヤマナぞく）、英:Yámana、Yamana） は、かつて南アメリカ・フエゴ島の南の島々からホーン岬にかけて1万年以上存在していたコーノ・スールの先住民である。世界で最も南に位置する民族とされる。現在は純血のヤーガン族は存在しない。
19世紀の英語圏ではフエゴ人と呼ばれていたが、この呼称は現在では、ティエラ・デル・フエゴの先住民族の総称として使われている（例えば、セルクナム族はティエラ・デル・フエゴの北東部に住んでいた）。
孤立した言語であると考えられているヤーガン語（ヤマナ語としても知られる）を話す者もいるが、大半はスペイン語を話す。チリ領内に住むクリスティナ・カルデロンは、最後の純血のヤーガン族かつヤーガン語を母語とする者として知られていたが、クリスティナは2022年に93歳で死去。これによりヤーガン語を話す純粋話者は、地球上から消滅したことになる。2017年に撮影されたインタビュー映像では、「Sabadgud zanika（サバグド・サニカ／あなたといられて幸せです）」と話す様子が確認でき、またひ孫に「janis（ハニ／木）」などの語を教える様子も見られた。

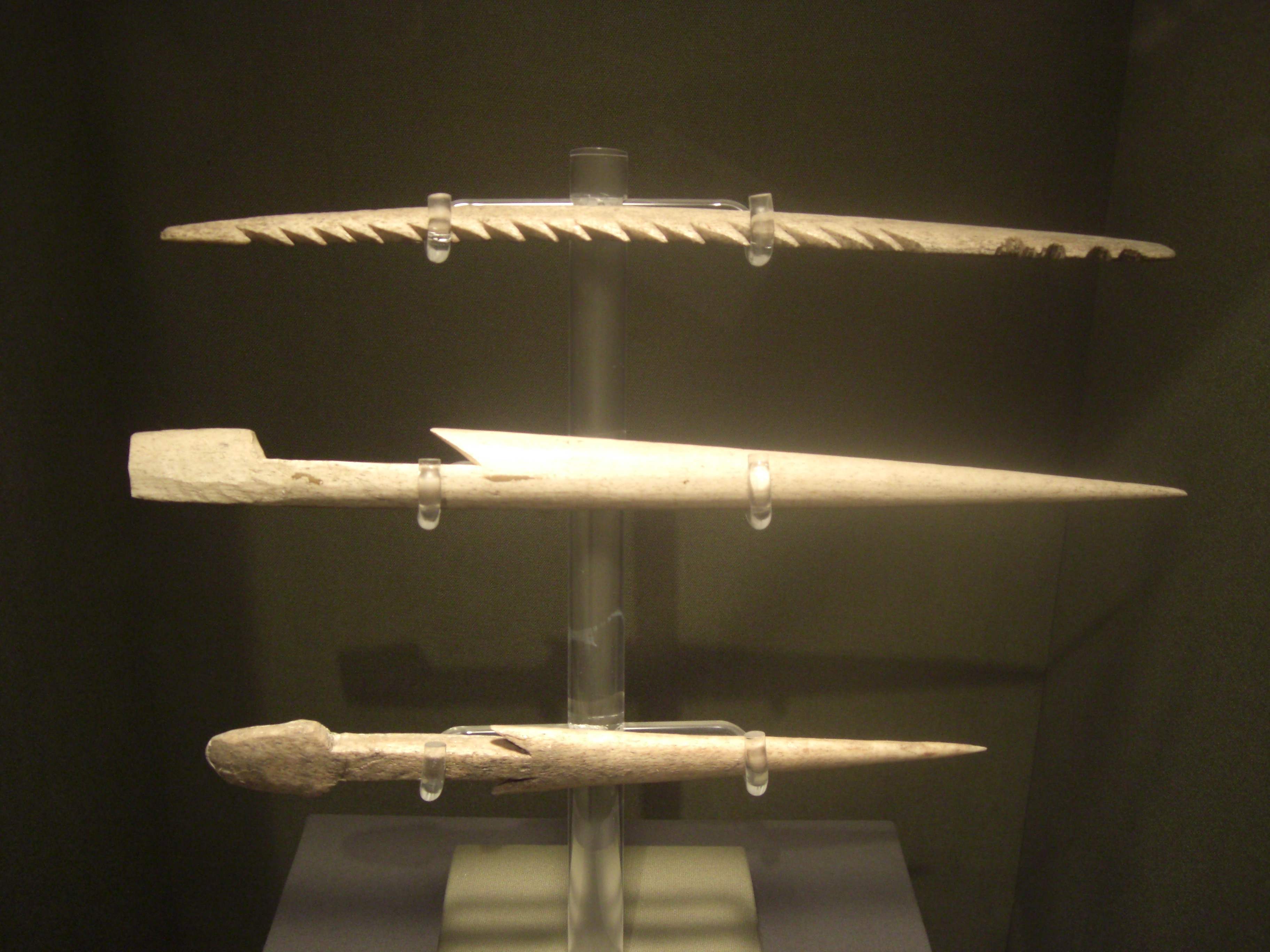
ヤーガン族のモリの穂先

ヤーガン族は、伝統的に食物を集めるために島の間をカヌーで渡る遊民であり狩猟採集民であった。男性はアシカを狩り、女性は甲殻類を集めるために海に潜った。

## 伝道者の接触と命名
1871年、英国国教会の宣教師トーマス・ブリッジスとジョージ・ルイスは、ティエラ・デル・フエゴに伝道所を設立し、そこで二人は家族を養った。ブリッジズはケッペル島に住んでいた17歳のときからヤーガン語を学び、十数年の間に文法と単語3万語からなるヤーガン語―英語の辞書を編集した。
ブリッジズの次男ルーカス・ブリッジズもこの言語を学んでおり、そうしている数少ないヨーロッパ人の1人だ。その時代の歴史を記した1948年の著書の中では、外名もしくは自称はヤマナ (「人」を意味する。ただし、現代の用法では男性だけを指す言葉で女性には用いない。複数形はyamali(m)）と記している。ヤーガン族（Yaghan。元来、正しくはYahganと綴る）という名前は、彼の父トーマス・ブリッジスが、彼らの領土であるYahgashagaまたはYahga海峡という地名をもとにして初めて使った。彼らは自らをYahgashagalumoala（「山と谷の海峡の人々」を意味する。-lumは「から」を意味する。-oalaは「人たち」の総称で、単数形はuaである）と称した。それは、トーマス・ブリッジスが最初にこの言語を学んだマレー海峡（Yahgashaga）周辺の住民の名前だった。Tekenika（スペイン語: Tequenica）という名前は、オステ島での言葉を音写して初めて付けられたもので、単に「わからない」（teki-「わかる」と-vnaka(v schwa)「うまくいかない」から）を意味し、誤解された質問への答えとして生まれたことが明らかである。

## 気候への適応
極度に寒い気候の地域に住んでいたにもかかわらず、初期のヤーガン族はヨーロッパ人との広範囲に及ぶ接触が終わるまでほとんどあるいは全く衣服を着なかった。彼らは厳しい気候を生き抜くことが可能だった。その理由は以下の通り。
1. 彼らは、暖かさを保つためにボートの中も含めて、できるだけ小さな火の周りに集まって暖を取った。「ティエラ・デル・フエゴ」(火の国)の名は、ヨーロッパの探検家が通りかかったときに多く見られた焚火に由来する。
2. 彼らは岩場の構造を利用して雨風から身を守った。
3. 彼らは動物の脂肪に身を包んだ[8]。
4. 時間の経過とともに、彼らは平均的なヒトよりも有意に高い代謝を進化させ、より多くの内部体温を発生させた[9]。
5. 彼らの自然な静止体勢は深くしゃがみ込んだ姿勢であり,それは彼らの表面積を減少させ,体温を保つのに役立った[8]。

パタゴニア南部におけるヒスパニック移住以前の民族の分布

## 初期のヤーガン族
ヤーガン族は、北からの敵に追われてこの荒涼とした場所にやってきたのかもしれない。彼らはホーン岬周辺の厳しい気候に全く無関心だったことで有名だった。焚火や小さなドーム型のシェルターがあったにもかかわらず、ティエラ・デル・フエゴの厳寒と刺すような風の中、彼らはいつも裸になっていた。女性たちは南緯48度の海域で貝を求めて泳いだ。ヨーロッパ人が毛布の下で震えている間に、彼らはしばしば開放的で完全に無防備な裸で眠っているのが観察された。あるチリの研究者は、彼らの平均体温はヨーロッパ人より少なくとも1度は高かったと主張した。

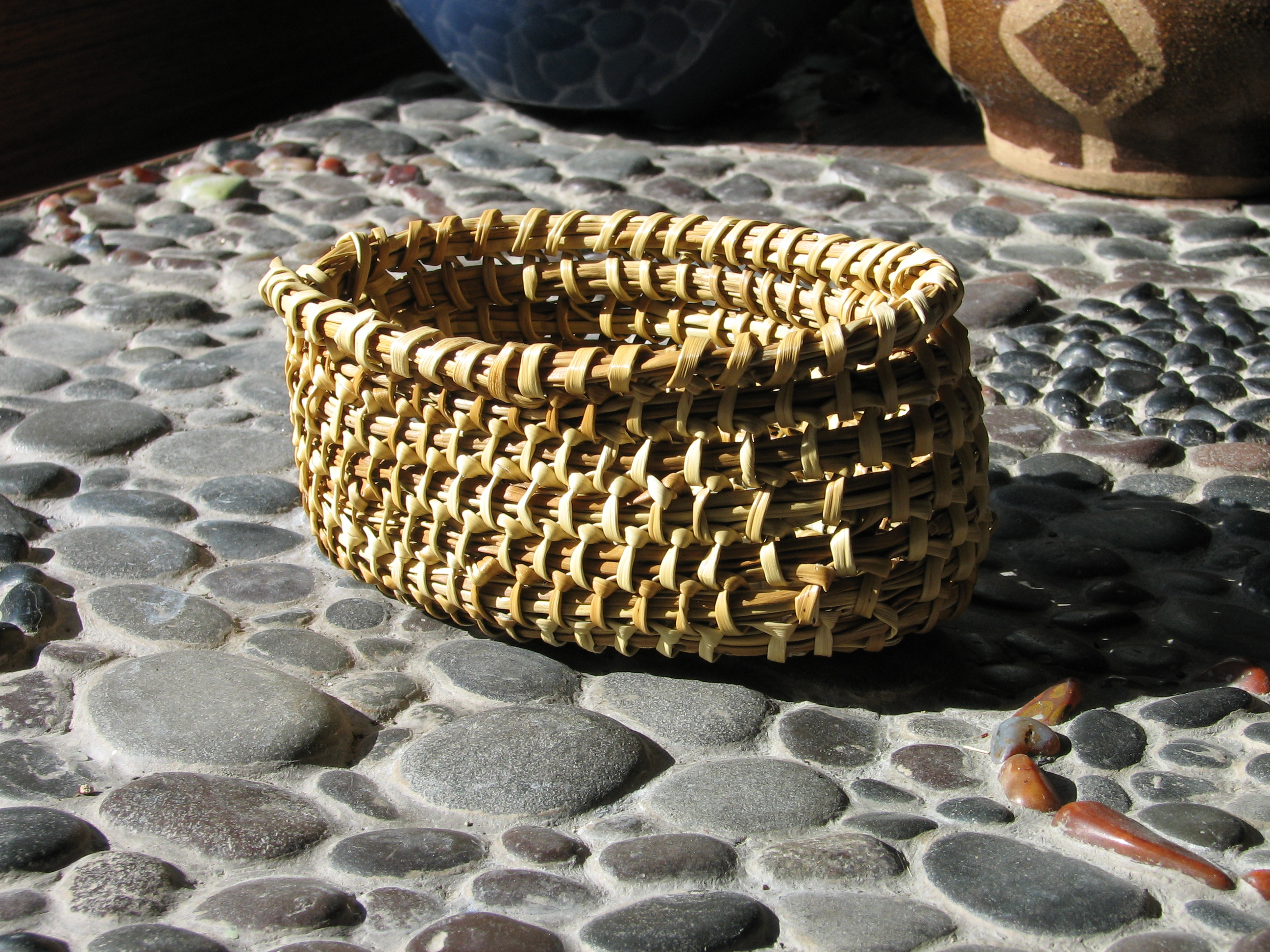
Abuela Cristinaによって燻製されたJuncus effususで編まれているヤーガン族の伝統的なバスケット

Mateo MartinicはCrónicade las tierras del sur del canal Beagleで、ヤーガン族の人々の下には5つのグループがあったと主張している。; YendegaiaからPuertoRóbaloまでのBeagle海峡とMurray海峡の両岸に住むWakimaala。（今日の）プエルト・ウィリアムズからピクトン島までのウトゥマアラ;プンタディバイドからブレックノックまでのビーグル海峡のイナルマアラ;クック湾からホーン岬までの南西諸島のイルアルマアラ;ホーン岬周辺の島々のイェスクマアラ。
ヤーガン族はTierra del Fuego内に多くの一時的な、しかし往々にして再利用する居留地を確立した。巨石時代の重要なヤーガン族の遺跡がWulaia湾で発見された。C・マイケル・ホーガンはこれをバイア・ウライア・ドーム・ミデンズと呼んでいる。

## ヨーロッパ人との接触

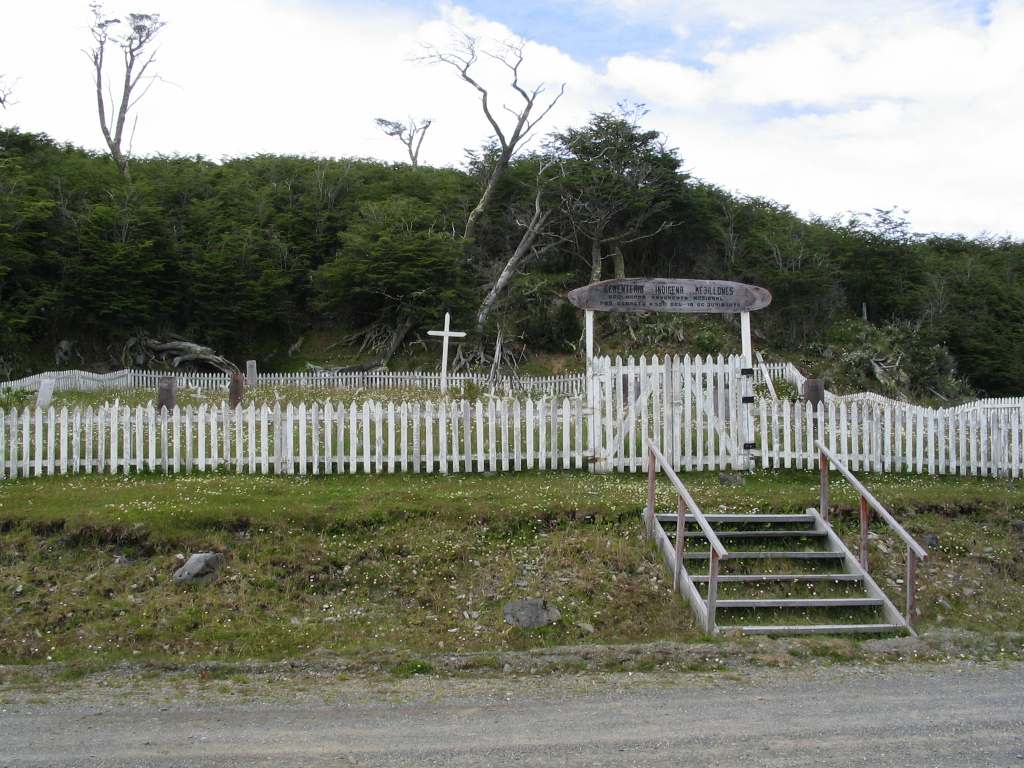
ナバリノ島メヒロネス,ヤーガン族の墓地

ヤーガン族は、フェルディナンド・マゼラン、チャールズ・ダーウィン、フランシス・ドレーク、ジェームズ・クックやジェームズ・ウェッデル、ジュリアス・ポッパーら、出会った人々に強い印象を残した。
16世紀初頭にスペインの探検家たちがティエラ・デル・フエゴ周辺の地域を訪れたが、ヨーロッパ人がこの地域とその人々に興味を持ち始めたのは19世紀になってからだった。ヨーロッパ人がこの地域に入植し始めた19世紀半ばには、ヤーガン族は3,000人と推定されていた。
イギリス人将校のロバート・フィッツロイは、1828年11月にビーグル号の船長となり、初の調査航海を続けた。1830年1月28日の夜、船のホエールボートがフエゴ人に盗まれ、一ヶ月以上の無駄な捜索の末、彼はガイドを連れ、囚人は大部分脱走し、最終的に男（ヨーク・ミンスターと改名、推定年齢26歳）と少女（フエジア・バスケットと改名、推定年齢9歳）を人質に取った。一週間後、彼は別の若者を人質に取り（ボート・メモリーに改名、推定年齢20歳）、5月11日に（14歳と推定される）ジェミー・バトンを逮捕した。なかなか上陸することが出来なかったので、「野蛮人を文明化する」と決心し、「英語、キリスト教のより明白な真実、一般的な道具の使い方」を教え、ビーグル号をイギリスに連れ帰った。ボート・メモリーは死んだが、残りは1831年の夏にロンドンの裁判所に出廷するに十分な「文明化」をされたと見なされていた。
彼らの、船が祖地に到着した時に出会った「原始的」な姿とは対照的なふるまいは、チャールズ・ダーウィンに強い印象を与えた。彼は、島での地元のフエゴ人との最初の出会いについてこう語った。
「例外なく私がこれまでに見た中で最も奇妙で興味深い光景:野蛮人と文明人の間の差がどれだけ大きいか信じられなかった。野性的な動物と家畜の間の差よりも大きい。人間には改善の大きな力があるのと同じくらい大きい。」
対照的に、彼はヤーガン族のジェミー・バトンについて、「彼の多くの優れた性質を考えてみると、彼がここで最初に出会った哀れで堕落した野蛮人と同じ人種であり、同じ性格を持っていたことは疑いもなく素晴らしいことのように思われる。」と言った。
任務は3人のフエゴ人のために設定された。1年後、ビーグル号が戻ってきたとき、乗組員はジェミーだけを発見し、彼は部族生活に戻っていた。それでも彼は、イギリス人が驚くほど原始的な方法だと考えていた方法で、彼が「イングランドに戻ることを少しも望んでいない」、彼の妻と暮らすには「幸せで満足している」と、すぐに英語を話し、彼らに保証した。このフエゴ人との出会いは、ダーウィンのその後の科学的研究に重要な影響を与えた。
ヤーガン族は西洋人によって運ばれる風土病によって滅ぼされた。イギリス人はフォークランドのケッペル島とフエゴのティエラ・デル・フエゴのウシュアイアに伝道所を設けて現地人に英語、キリスト教、農業を教えた。ヤーガン族は、19世紀前半から半ばにかけて、ヨーロッパの捕鯨業者が最もカロリーの高い資源を枯渇させ、岩で刻んだイガイに頼らざるを得なくなったために生息地が破壊された。その結果、イガイの収集と加工に必要なカロリーが大幅に減少した。19世紀後半には、ゴールドラッシュや羊の養殖ブームのために移住者の波がこの地域に押し寄せた。彼らはイギリスの財産概念を理解しておらず、かつての居住地にいた羊を「密猟」した罪で牧場主の雇った民兵に追われた。
『世界一周単独航海』でジョシュア・スローカムは、彼がある特定の地域で停泊した場合、ヤーガン族に襲われ、あるいは殺されるかもしれないと警告されたので、鋲を彼の舟スプレー号のデッキにまいた。
1920年代にはフォークランド諸島のケッペル島に再定住するヤーガン族もいた。
2002年のチリの国勢調査によるとチリには1,685人のヤーガン族がいたが、2022年2月16日に最後の純血ヤーガン族女性で「アブエラ」（おばあちゃん）ことクリスティナ・カルデロンが亡くなり、純粋なヤーガン族は地球上からいなくなった。

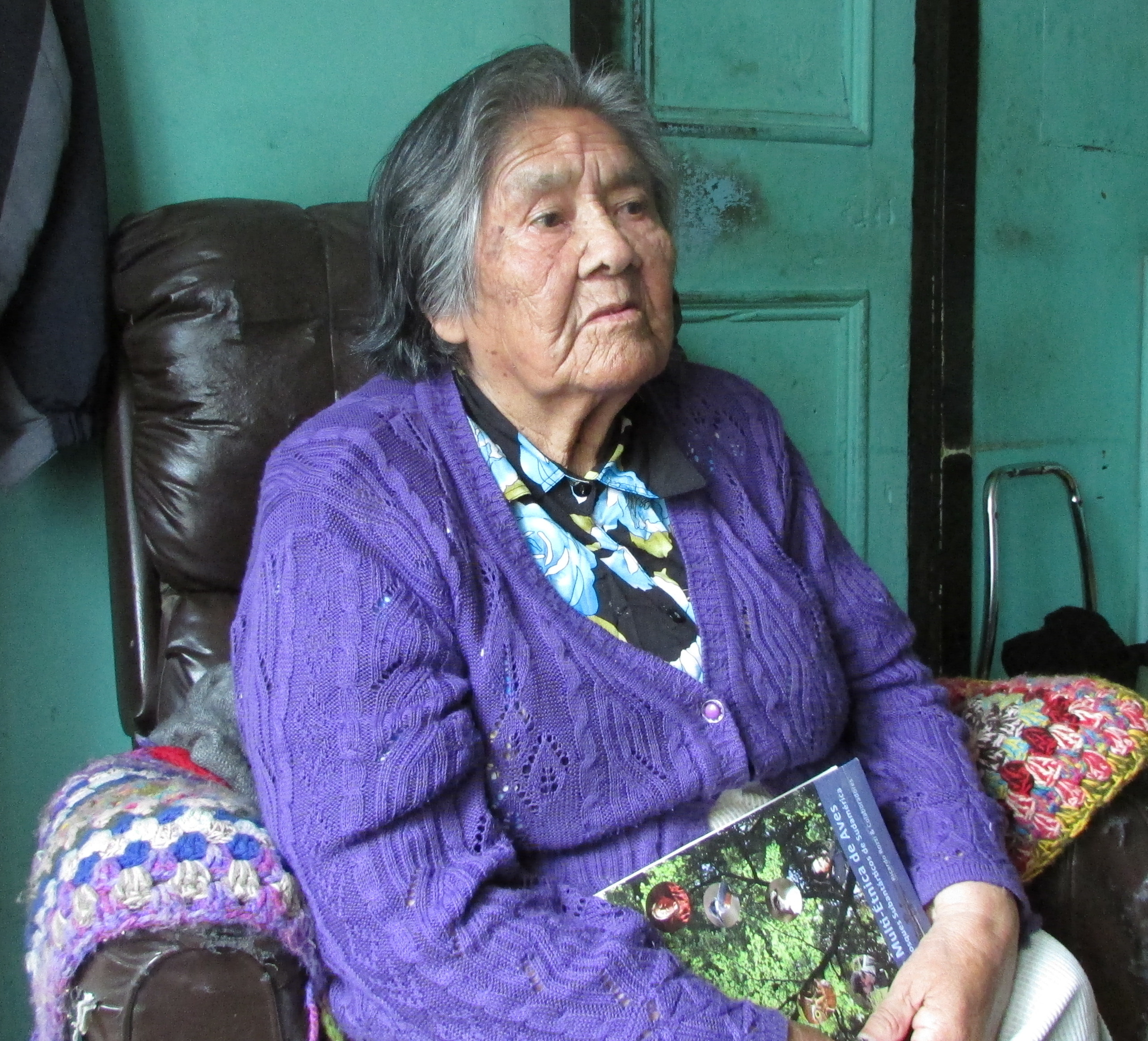
クリスティーナ・カルデロン最後の純血のヤーガン族(2013)

## ヤーガン族出身の著名な人物
- クリスティナ・カルデロン
- ビーグル号の船長と乗組員とともにイングランドに連行された三人のフエゴ人（ヤーガン族）、ヨーク・ミンスター、フエジア・バスケット、ジェミー・バトン[21]。水夫たちは、この最初の航海で、これらの名前を彼らのために作り出した。
- ジュリー（本名不明）[22]